# فأر متغاير جومري
فأر متغاير جومري (الاسم العلمي: Heteromys gaumeri) (بالإنجليزية: Gaumer's spiny pocket mouse)‏ هو نوع من الحيوانات يتبع جنس الفأر المتغاير من فصيلة الفئران المتغايرة.